# Johannes Herber
Pour les articles homonymes, voir Herber.
Johannes Herber, né le 17 janvier 1983 à Darmstadt, en Allemagne, est un joueur allemand de basket-ball. Il évolue au poste d'arrière.